# Lyman (Karolina Południowa)
Lyman – miasto w Stanach Zjednoczonych, w stanie Karolina Południowa, w hrabstwie Spartanburg.